# Idioma nadëb
El idioma nadëb es una lengua que pertenece al grupo Nadahup de la familia makú, que se habla en la región de los ríos Uneiuxi, Paraná Boá-Boá y el Medio Negro.

## Fonología
El idioma nadëb presenta 17 vocales, 10 orales y 7 nasales.
| Vocales      | Anteriores | Centrales | Posteriores |
| ------------ | ---------- | --------- | ----------- |
| Cerrada      | i ĩ        | ɨ ɨ̃       | u ũ         |
| Medias       | e          | ə         | o           |
| Semiabiertas | ɛ ɛ̃        | ʌ ʌ̄       | ɔ ɔ̃         |
| Abierta      |            | a ã       |             |

Los fonemas consonantes son 17:
| Consonantes       | labial | alveolar | palatal | velar | glotal |
| Oclusivas sordas  | p      | t        |         | k     | ʔ      |
| Oclusivas sonoras | b      | d        | ɟ       | g     |        |
| nasales           | m      | n        | ɲ       | ŋ     |        |
| Fricativas sordas |        |          | ʃ       |       | h      |
| Vibrante          |        | ɾ        |         |       |        |
| Aproximantes      | w      |          | j       |       |        |

Cuando están precedidos por vocales orales, las consonantes nasales son realizadas como preoralizadas bm, dn, ɟɲ, gŋ.
Hasta el presente, para el Nadêb no fue hecha referencia a tonos, al contrario de lo que ocurre con las otras lenguas Nadahup y con Nukak y Kãkwã. La ocurrencia de los tonos de contorno tiene como efecto fonético el alargamiento de las vocales. Como la laringealização en Nadëb fue originada del tono de contorno descendente, todas as palabras laringealizadas también son alargadas.